# Slapsko
Slapsko är en ort i Tjeckien.   Den ligger i regionen Södra Böhmen, i den centrala delen av landet, 60 km söder om huvudstaden Prag. Slapsko ligger 462 meter över havet och antalet invånare är 122.
Terrängen runt Slapsko är platt västerut, men österut är den kuperad. Runt Slapsko är det glesbefolkat, med 19 invånare per kvadratkilometer. Närmaste större samhälle är Tábor, 19,4 km söder om Slapsko. Trakten runt Slapsko består till största delen av jordbruksmark.